# 7 Dywizja Piechoty (II RP)
7 Dywizja Piechoty (7 DP) – wielka jednostka piechoty Wojska Polskiego okresu II Rzeczypospolitej.
Dywizja została sformowana na podstawie rozkazu Naczelnego Dowództwa Wojska Polskiego nr 8078/I z 9 maja 1919. W okresie  międzywojennym dowództwo 7 DP stacjonowało w Częstochowie. W jej skład w 1923 wchodziły: 25 pp, 27 pp i 74 pułk piechoty.

W czasie kampanii wrześniowej dywizja walczyła w składzie Armii „Kraków”. Od 1 września broniła rejonu Częstochowy; 3 września została okrążona i zniszczona w rejonie Złotego Potoku i Janowa. Część 25. i 27 pułku piechoty walczyła  pod Rudą Maleniecką i Szydłowcem. Batalion 74 pułku piechoty został rozbity pod Ciepielowem.

## 7 Dywizja Piechoty w latach 1919-1921
14 maja 1919 w rejonie Częstochowy rozpoczęto formowanie 7 Dywizji Piechoty w składzie:
- dowództwo 7 Dywizji Piechoty
- dowództwo XIII Brygady Piechoty z plutonem łączności
  - 25 pułk piechoty
  - 26 pułk piechoty
- dowództwo XIV Brygady Piechoty z plutonem łączności
  - dowódca brygady - płk Edward Pogorzelski
  - 11 pułk piechoty
  - 27 pułk piechoty
- dowództwo VII Brygady Artylerii z oddziałem telefonicznym
  - 7 pułk artylerii polowej
  - 7 pułk artylerii ciężkiej (przeformowany na 7 dywizjon artylerii ciężkiej)
- 7 kompania telegraficzna
- tabory
- zakłady

| Obsada personalna dowództwa dywizji w październiku 1920 | Obsada personalna dowództwa dywizji w październiku 1920 |
| Stanowisko                                              | Stopień, imię i nazwisko                                |
| ------------------------------------------------------- | ------------------------------------------------------- |
| Dowódca dywizji                                         | gen. por. Karol Schubert                                |
| szef sztabu                                             | mjr szt. gen. Stanisław Borowiec                        |
| Referent organizacyjny                                  | kpt. ad. szt. Stanisław Styrczula                       |
| Referent informacyjny                                   | N.N.                                                    |
| Referent operacyjny                                     | kpt. Eugeniusz Kaniowski                                |
| Oficer operacyjny                                       | por. p. d. Szt. Gen. Eugeniusz Hinterhoff               |
| Referent materialny                                     | por. Tadeusz Pawlewski                                  |
| Zastępca                                                | ppor. Józef Szarski                                     |
| Oficer rozdzielczy                                      | ppor. Józef Wilczek                                     |
| Oficer zdobyczy                                         | urz. wojsk. XI r. Jerzy Korczewski                      |
| Referent uzbrojenia                                     | kpt. Marian Szajowski                                   |
| Referent spraw jeńców                                   | por. Józef Wyszomirski                                  |
| Referent personalny                                     | ppor. Michał Hoffman                                    |
| Szef łączności                                          | por. Stanisław Skowroński                               |
| Referent techniczny                                     | mjr Bohdan Jabłoński                                    |
| Szef intendentury                                       | por. Maksymilian Ambrozik                               |
| Oficer intendentury                                     | por. Rudolf Zlatkies                                    |
| Szef sanitarny                                          | ppłk lek. dr Władysław Januszkiewicz                    |
| Zastępca                                                | kpt, lek. Antoni Leszczyński                            |
| Pomocnik szefa sanitarnego                              | ppor. Tadeusz Falkiewicz                                |
| Dywizyjny lekarz weterynarii                            | mjr lek. wet. Stefan Przybyłkiewicz                     |
| Proboszcz dywizji                                       | ks. kpt. Władysław Żak                                  |
| Proboszcz dywizji                                       | ks. Józef Kała                                          |
| Kierownik sądu polowego                                 | mjr KS dr Juliusz Kappel                                |
| Oficer sądu                                             | kpt. Kazimierz Biela                                    |
| Oficer sądu                                             | kpt. KS Roman Burnatowicz                               |
| Oficer sądu                                             | kpt. KS Edward Wąsiakowski                              |
| Oficer sądu                                             | ppor. KS Stanisław Hirsch                               |
| Oficer sądu                                             | ppor. Władysław Jorkasch-Koch                           |
| Kierownik poczty polowej nr 19                          | urz. wojsk. IX r. Franciszek Roni                       |
| Oficer poczty                                           | urz. wojsk. XI r. Saul Wischik                          |
| Oficer poczty                                           | urz. wojsk. XII r. Michał Mercałło                      |
| Kierownik stacji Hughesa                                | urz. wojsk. XI r. Antoni Worch                          |
| Oficer kasowy                                           | ppor. Piotr Kowalówka                                   |
| Oficer prowiantowy                                      | ppor. Władysław Szyba                                   |
| Oficer prowiantowy                                      | ppor. Józef Nowak                                       |
| Referent taborów                                        | ppor. Józef Woźniak                                     |
| Oficer ordynansowy                                      | ppor. Stanisław Hamuliński                              |
| Kompania sztabowa                                       |                                                         |
| Dowódca kompanii                                        | por. Emil Kocyan                                        |
| Dowódca plutonu                                         | chor. Ludwik Maj tyka (od 1 X)                          |
| Pluton żandarmerii polowej                              |                                                         |
| Dowódca plutonu                                         | por. Tadeusz Szmulkowski                                |

## 7 Dywizja Piechoty w latach 1921-1939

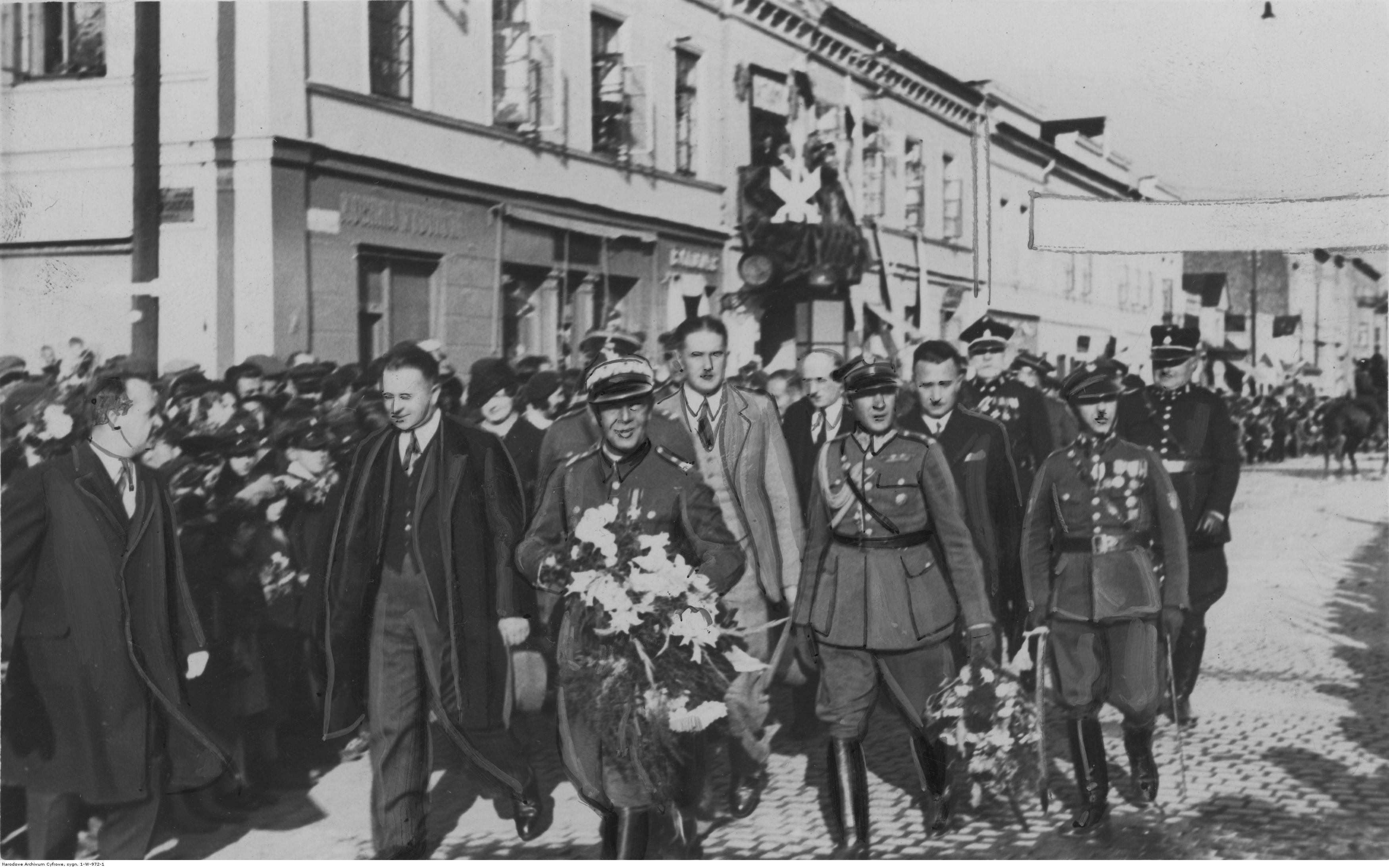
Powitanie w Częstochowie oddziałów wojskowych powracających z manewrów - na pierwszym planie gen. bryg. Janusz Gąsiorowski; wrzesień 1935

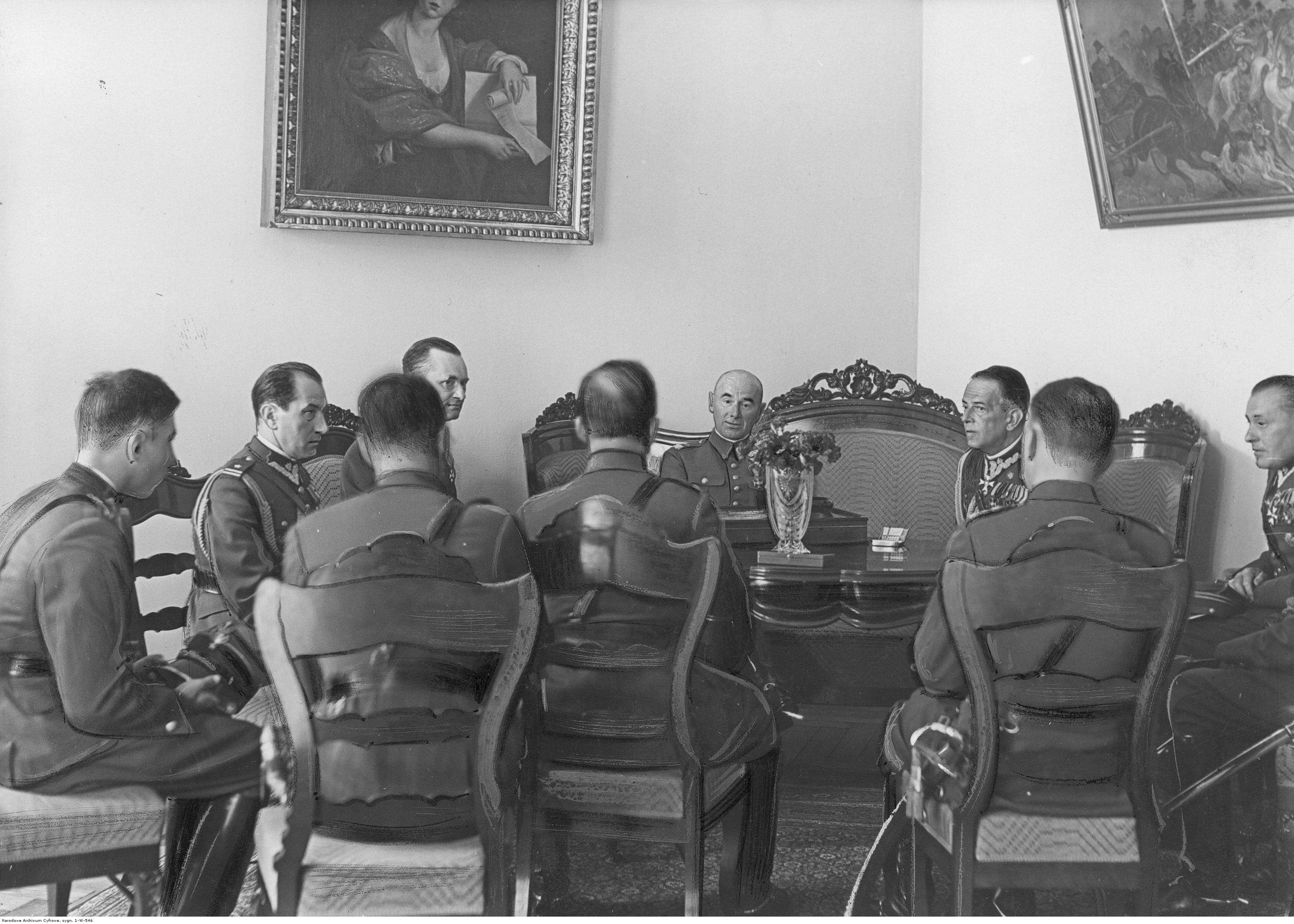
Wizyta delegacji 7 DP u marszałka Edwarda Śmigłego-Rydza; obok marszałka gen. bryg. Janusz Gąsiorowski; lipiec 1937

Po zakończeniu wojny z bolszewikami dywizja przeszła na „stopę pokojową”. Rozformowano brygady piechoty i brygadę artylerii oraz dywizyjne pododdziały broni i służb. Ze składu dywizji wyłączono 11 pułk piechoty i podporządkowano go dowódcy 23 Dywizji Piechoty.
W sierpniu 1921 kompania telegraficzna została włączona do 5 pułku łączności jako 3 kompania. 16 października tego roku 7 dywizjon artylerii ciężkiej wraz z baterią zapasową został włączony do 4 pułku artylerii ciężkiej.
7 DP była rozlokowana na terenie Okręgu Korpusu Nr IV w Łodzi. Dowództwo i poszczególne jednostki stacjonowały w garnizonach:
- dowództwo 7 DP w Częstochowie[7]
  - Komenda Rejonu Przysposobienia Wojskowego Konnego w Częstochowie
- 25 pułk piechoty w Piotrkowie Trybunalskim
- 27 pułk piechoty w Częstochowie
- 74 Górnośląski pułk piechoty w Lublińcu
- 7 pułk artylerii lekkiej w Częstochowie
- Ośrodek Sapersko-Pionierski 7 DP w Częstochowie
- kadra batalionu zapasowego 74 pułku piechoty w Piotrkowie Trybunalskim
- kompania łączności 7 Dywizji Piechoty w Częstochowie

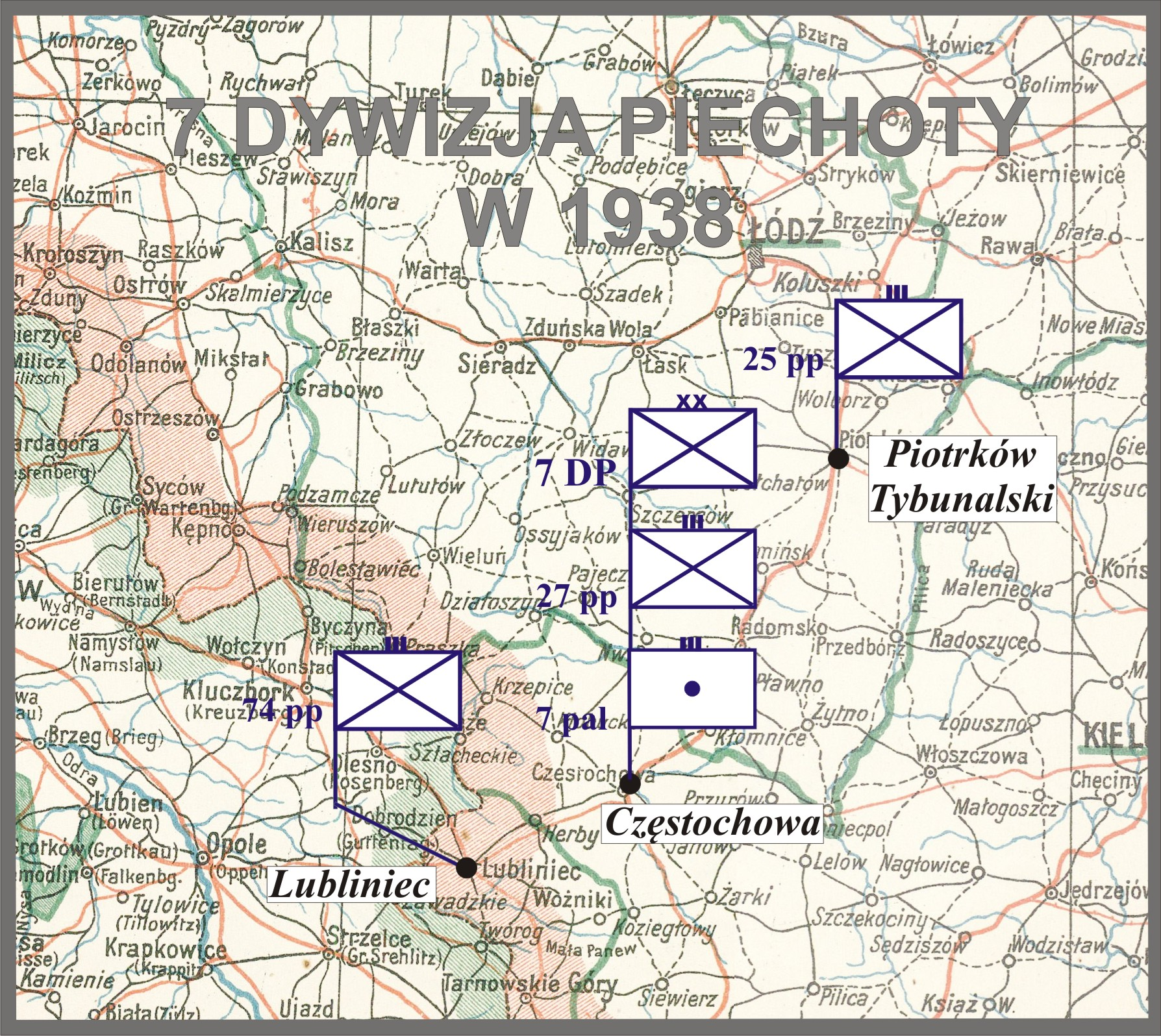
7 DP w 1938

## Dywizja w kampanii wrześniowej 1939
Zgodnie z planem operacyjnym „Zachód” 7 DP pod dowództwem gen. bryg. Janusza Gąsiorowskiego weszła w skład Armii „Kraków”. Przewidziana została do obrony odcinka granicy długości 40 km Lubliniec–Krzepice na styku z Armią „Łódź”. Operując na linii Warty we współdziałaniu z Krakowską Brygadą Kawalerii gen. Zygmunta Piaseckiego, miała za zadanie utrzymać łączność z Armią „Łódź” i bronić Częstochowy, która była wówczas prawdopodobnie najsilniej umocnionym miastem Polski. Fortyfikacje na przedpolu miasta obejmowały 19 dużych schronów betonowych, pola minowe, rowy przeciwpancerne i zasieki z drutu kolczastego.

### Skład
Ordre de Bataille i obsada personalna 7 DP w dniu 1 września 1939 przedstawiała się następująco (w nawiasie podano nazwę jednostki mobilizującej):
- Kwatera Główna 7 DP
  - dowództwo
    - dowódca dywizji – gen. bryg. Janusz Gąsiorowski
    - dowódca piechoty dywizyjnej – płk dypl. Kazimierz Janicki
    - dowódca artylerii dywizyjnej – ppłk dypl. Stanisław Wojtowicz
      - oficer sztabu – mjr Józef Chrzanowski
      - oficer sztabu – kpt. Andrzej Borkowski

  - Sztab
    - szef sztabu – ppłk dypl. Leopold Ombach
    - oficer operacyjny – kpt. dypl. Zygmunt Jarzęcki (poległ 18.IX)
    - pomocnik oficera operacyjnego – kpt. Edward Petkowicz
    - oficer informacyjny – kpt. Jerzy Marynowski
    - pomocnik oficera informacyjnego – kpt. Stanisław Wołowiec
    - dowódca łączności – kpt. Michał Banasiak
    - kwatermistrz – kpt. dypl. Aleksander Ratuszny
    - szef sanitarny – mjr dr med. Wiśniewski
- 25 pułk piechoty
- 27 pułk piechoty
- 74 Górnośląski pułk piechoty
- 7 pułk artylerii lekkiej
- 7 dywizjon artylerii ciężkiej typ II z plutonem taborowym nr 7
- 7 batalion saperów (Ośrodek Sapersko-Pionierski 7 DP)
- bateria artylerii przeciwlotniczej motorowa typ A nr 7 (5 daplot.)
- kompania kolarzy nr 41 (27 pp)
  - dowódca kompanii – por. Zygmunt Szewczyk
- szwadron kawalerii dywizyjnej (Komenda Rejonu PWK)
- dowódca szwadronu – mjr Kazimierz Mikołajewski
- samodzielna kompania karabinów maszynowych i broni towarzyszącej nr 41 (25 pp)
- kompania telefoniczna 7 DP
- pluton radio 7 DP
- pluton łączności Kwatery Głównej 7 DP
- drużyna parkowa łączności 7 DP
- samodzielny patrol meteorologiczny nr 7 (7 pal)
- pluton pieszy żandarmerii nr 7  (pluton żandarmerii Częstochowa)
  - dowódca plutonu – por. Karski
- kompania sztabowa
- kompania asystencyjna nr 141 (27 pp)
- poczta polowa nr 108 (Urząd Poczt i Telegrafu Łódź)
- pluton parkowy uzbrojenia nr 401 (7 pal)
- park intendentury typu I nr 401 (składnica materiału intendenckiego nr 17 w Częstochowie)
- kompania sanitarna nr 401 (27 pp)
  - dowódca kompanii – mjr dr med. Roman Rettinger
- szpital polowy nr 401
- polowa pracownia dentystyczna nr 401
- polowa Kolumna dezynfekcyjno-kąpielowa nr 401
- polowa pracownia bakteriologiczno-chemiczna nr 401
- zespół przeciwgazowy nr 401
- kolumna taborowa parokonna nr 401
- kolumna taborowa parokonna nr 402
- kolumna taborowa parokonna nr 403
- kolumna taborowa parokonna nr 404
- warsztat taborowy nr 401
- sąd polowy 7 DP (dowództwo 7 DP)
- ośrodek zapasowy 7 DP
- batalion ON „Kłobuck” – kpt. Stanisław Ostaszewski

### Mobilizacja
Kadra 4 dywizjonu taborów w Łęczycy miała zmobilizować dla 7 DP, w I rzucie mobilizacji powszechnej dowództwa grup marszowych służb typ II nr 401 i 402, kolumny taborowe parokonne nr 405, 406, 407 i 408 oraz pluton taborowy nr 431. Mobilizacja została przerwana z uwagi na postępy Wehrmachtu. Brak danych czy, a jeżeli tak to, które z wymienionych wyżej pododdziałów zostały wystawione. Pozostałe pododdziały taborów zostały zmobilizowane, w mobilizacji alarmowej przez kadrę batalionu zapasowego 74 pułku piechoty w Piotrkowie Trybunalskim. Bataliony marszowe pułków piechoty miały zostać zmobilizowane dopiero w II rzucie mobilizacji powszechnej. Pododdziały sanitarne dywizji, z wyjątkiem kompanii sanitarnej, mobilizował 4 Szpital Okręgowy w Łodzi. Kompania łączności 7 Dywizji Piechoty zmobilizowała wszystkie pododdziały łączności dywizji.

### Działania wojenne
Dywizja zniszczyła mosty w Krzepicach i Opatowie, opóźniając natarcie niemieckiej 4 Dywizji Pancernej z XVI Korpusu 10 Armii, ale nie osłoniła przepraw ogniem. Z chwilą rozpoczęcia wojny została zaatakowana w Przystajni przez bombowce Henschel Hs 123 II grupy bojowej mjr. Spielvogla z 2 Skrzydła Szkolnego ppłk. Eberharda Baiera (II.(Schl.)/LG 2). Według meldunków niemieckich rozpoczęła odwrót w pierwszym dniu wojny. Na skutek niekorzystnie rozwijających się działań wojennych dywizja w nocy z 1 na 2 września 1939 r. wycofała się pod naciskiem niemieckiej 1 DPanc. z zajmowanych pozycji w rejonie Truskolasów i Kłobucka i obsadziła główny pas obrony wokół Częstochowy. W Wilkowiecku został rozbity szwadron dywizyjnej kawalerii, próbujący zatrzymać niemieckie czołgi i osłonić styk dywizji z Wołyńską Brygadą Kawalerii.
Oddziały 74 Górnośląskiego Pułku Piechoty 7 DP stoczyły 1 września przed południem bój o Lubliniec przeciwko grupie operacyjnej opartej na 103 pp 4 Dywizji Piechoty gen. Erika Hansena z IV Korpusu Armijnego gen. Viktora von Schwedlera, ponosząc znaczne straty. Atakowany od południa przez oddziały XV Korpusu Zmotoryzowanego gen. Hermanna Hotha, które zdążyły odrzucić na wschód Krakowską Brygadę Kawalerii i do godz. 12:45 zająć Koszęcin, 74 pp wycofał się wieczorem 1 września z rejonu Lisowa do Częstochowy.
Bezpośrednio na południe od terenu bitwy pod Mokrą, 27 Pułk Piechoty 7 DP został odrzucony z Kłobucka w kierunku Częstochowy przez natarcie 1 Dywizji Pancernej gen. Ericha Hoepnera i 14 Dywizji Piechoty gen. Petera Weyera, co umożliwiło 1 DPanc. ominięcie Częstochowy od północy i wdarcie się w lukę między Armiami „Kraków” i „Łódź”. Tym samym 7 DP już w pierwszym dniu walk utraciła powierzony jej kontakt z Armią „Łódź”.
2 września po godz. 17 dywizja odparła w ramach bitwy o Częstochowę skoordynowane natarcie sił niemieckiego IV Korpusu na miasto od północy i południa, zadając przeciwnikowi straty m.in. w sprzęcie opancerzonym. Kiedy jednak na skutek opuszczenia Woźnik przez Krakowską Brygadę Kawalerii niemiecki XV Korpus (zmot.) przekroczył linię Częstochowy od południa, dowódca Armii „Kraków” gen. Antoni Szylling rozkazał gen. Gąsiorowskiemu wycofać się z Częstochowy w rejon Janowa, by uniknąć okrążenia. Wraz z dywizją miasto opuściła część ludności cywilnej.
Po kilkugodzinnym marszu rano 3 września dywizja dotarła do miejsca koncentracji, gdzie łącznik z dowództwa Armii „Kraków” doręczył dowódcy 7 DP rozkaz kontynuowania odwrotu w kierunku południowo-wschodnim w rejon Pradeł i współdziałania z Krakowską Brygadą Kawalerii, wycofującą się za Pilicę.
Rozkaz nie został jednak wykonany, gdyż z rejonu Żarek i Lelowa na pozycje 74 pp uderzyła niemiecka 2 Dywizja Lekka gen. Georga Stummego z XV Korpusu (zmot.), która wyprzedziła i okrążyła 7 DP od południa, przecinając jej drogę. Wykorzystując dogodną sytuację, około godz. 14 rozbiła 2/74 pp spełniający rolę południowego skrzydła straży bocznej i wdarła się w ugrupowanie obronne 7 DP. Na tyły sił polskich uderzyła również ścigająca je niemiecka 4 DP z IV Korpusu.
Wkrótce Niemcy spotęgowali natarcie wspierane przez czołgi i samochody pancerne. Pomimo skutecznego ognia 7 pal, straty poniesione przez polskie pododdziały okazały się bardzo poważne. Również i Niemcy okupili to zwycięstwo stratą blisko 50 wozów bojowych.

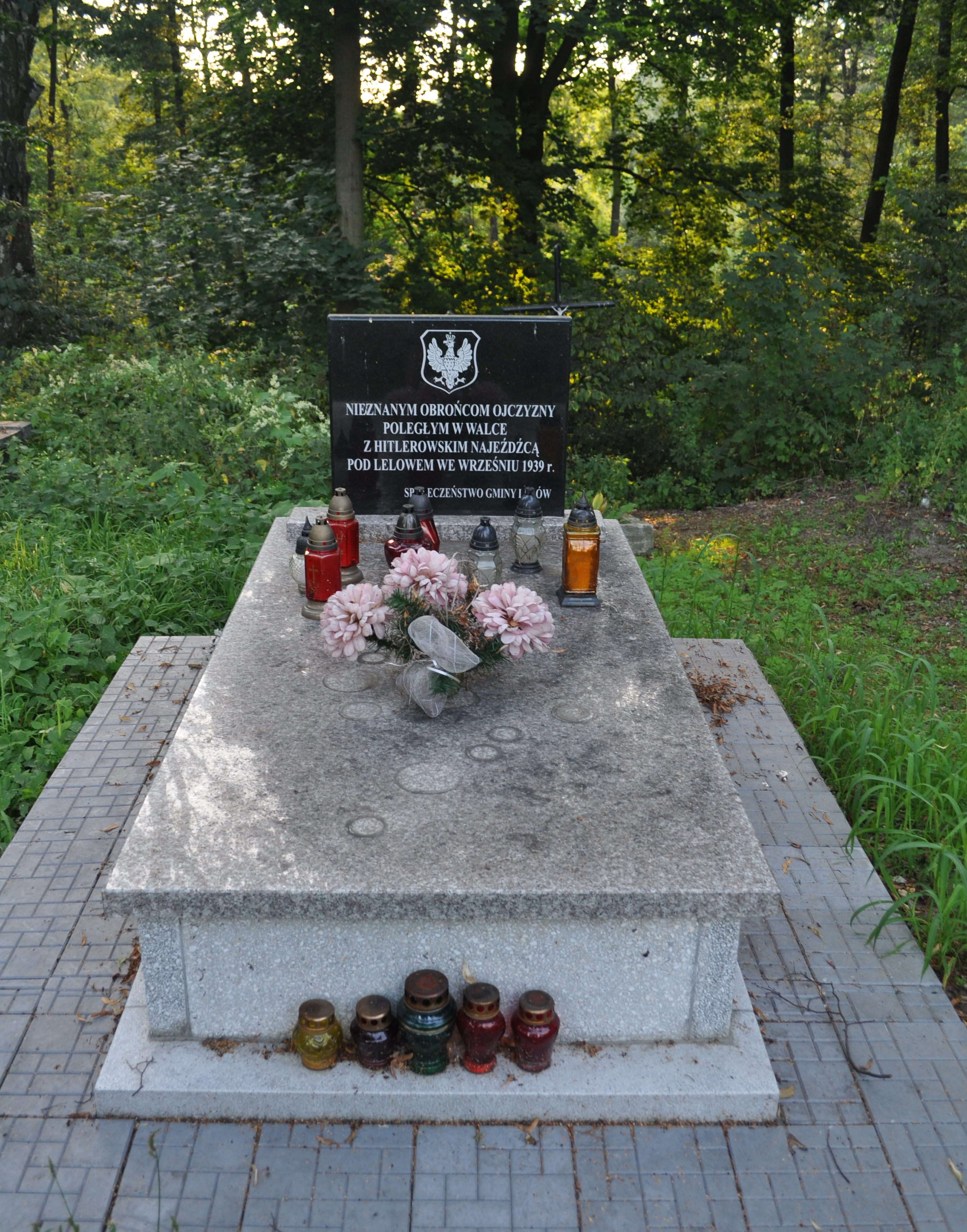
Grób zbiorowy żołnierzy 7 Dywizji Piechoty oraz baonów ON „Lubliniec” i „Kłobuck” poległych 4 września 1939 na cmentarzu w Lelowie

Po południu – okrążone w lasach w rejonie Złotego Potoku – oddziały polskie podjęły próbę przebicia się przez pierścień okrążenia. Natarcie, wspierane przez artylerię, było w początkowej fazie skuteczne; kawaleria dywizyjna uderzająca z Janowa w kierunku Bystrzanowic spowodowała nawet panikę niemieckiego sztabu 2 Dywizji Lekkiej. Jednakże ogień z broni maszynowej wspierany działami czołgów okazał się decydujący. Zdziesiątkowany 74 pp zmuszony był do pozostania w okrążeniu. Wieczorem oddziały 7 DP podjęły jeszcze jedną próbę wyrwania się z okrążenia dwoma zgrupowaniami. 
Pierwsze, złożone z części 74 pp, resztek kawalerii dywizyjnej i batalionu saperów pod ogólnym dowództwem płk. Wacława Wilniewczyca, zdołało wyrwać się z okrążenia i 5 września dotarło do Kielc. Kompania piechoty i pluton saperów, dowodzone przez płk. Wilniewczyca stoczyły walkę na przedpolach Kielc z oddziałami 2 DLek. W walce tej zginęło 40 żołnierzy, a 60 odniosło rany. Następnie zgrupowanie to włączono do III batalionu 154 pp Grupy płk. Glabisza. Po ciężkich walkach w okolicy Wiśniówki 6 września ze 154 pp sformowano w nocy z 6 na 7 września w okolicy Skarżyska-Kamiennej batalion zbiorczy i podporządkowano go 3 DP. 
Natomiast drugie zgrupowanie, kierowane przez zastępcę dowódcy 74 pp, ppłk. dypl. Stanisława Wilimowskiego, wraz z dowództwem 7 DP poniosło olbrzymie straty i nie było już zdolne do dalszej walki. Przed południem 4 września resztki okrążonych jednostek w rejonie na północny zachód od Janowa złożyły broń. Zgrupowanie 27 pp pod dowództwem ppłk. Bronisława Panka oraz 25 pp – ppłk. Adama Świtalskiego, wykrwawione w nocnych bojach, podczas starcia pod Lgotą Gawronną i Drochlinem zostało rozbite.
Rankiem 4 września dowódca dywizji gen. Gąsiorowski skapitulował przed dowództwem XV Korpusu gen. Hotha. Do niewoli dostało się według raportów niemieckich około tysiąca żołnierzy. Rozbicie dywizji otworzyło niemieckiemu XV Korpusowi drogę na Kielce i Centralny Okręg Przemysłowy.
Pojedyncze oddziały podejmowały jeszcze na własną rękę próbę przebicia się.
Nielicznym pododdziałom 7 Dywizji Piechoty udało się wydostać z okrążenia były to:
- I bateria 7 pułku artylerii lekkiej, część I batalionu 25 pułku piechoty, luźne grupy z 27 pułku piechoty oraz żołnierze batalionu ON „Kłobuck”. Pododdziały te dotarły w dniu 5 września do pozycji obronnych 36 Dywizji Piechoty nad rzeką Czarną. Sformowano z nich w lesie koło miejscowości Niebo batalion zbiorczy. Walczył on w pasie obrony 165 pułku piechoty.
- Resztki 74 pułku piechoty i kawaleria dywizyjna dotarła 5 września do Kielc.
- Część III batalionu 27 pułku piechoty przedostała się w rejon Gór Świętokrzyskich
- Część III batalionu 25 pułku piechoty tj. ok. 150 żołnierzy dołączyła w Solcu do Armii „Kraków”
- I batalion 74 pułku piechoty ok. 300 żołnierzy dotarł w rejon Ciepielowa, gdzie wziął udział w walce z niemieckimi jednostkami zmotoryzowanymi. Oddział polski został tutaj okrążony i po śmierci dowódcy mjr. Józefa Pelca złożył broń. Po bitwie oddziały ppłk. Waltera Wessela w lesie pod miejscowością Dąbrowa dokonały mordu na ok. 150 polskich żołnierzach.
  - W dniu 4 września do Jędrzejowa wycofały się pododdziały z 7 Dywizji Piechoty:
- dywizyjna kompania kolarzy
- 7 bateria artylerii przeciwlotniczej
- kilka kolumn taborowych

Straty 7 Dywizji Jerzy Pelc-Piastowski szacował na co najmniej 800 zabitych i 1000 rannych, z kolei lista sporządzona na podstawie inwentaryzacji pochówków obejmuje około 400 znanych z nazwiska i ok. 150 bezimiennych żołnierzy pochowanych w rejonie walk. Niemiecka 10. Armia w okresie walk z 7. Dywizją Piechoty oraz w opuszczonej Częstochowie poniosła straty ok. 170 zabitych i szacunkowo 250–550 rannych (zbliżone do przeciętnego stosunku strat niemieckich do polskich podczas kampanii).

## Odtworzenie dywizji w ramach Armii Krajowej
Rozkazem Komendy Głównej AK z VII 1944 r. o reorganizacji struktur terenowych konspiracji zbrojnej na obszarze Okręgu Radom-Kielce AK została utworzona 7 Dywizja Piechoty AK „Orzeł”, w skład której wchodziły 27 i 74 pp.

## Obsada personalna Dowództwa 7 DP
Dowódcy dywizji

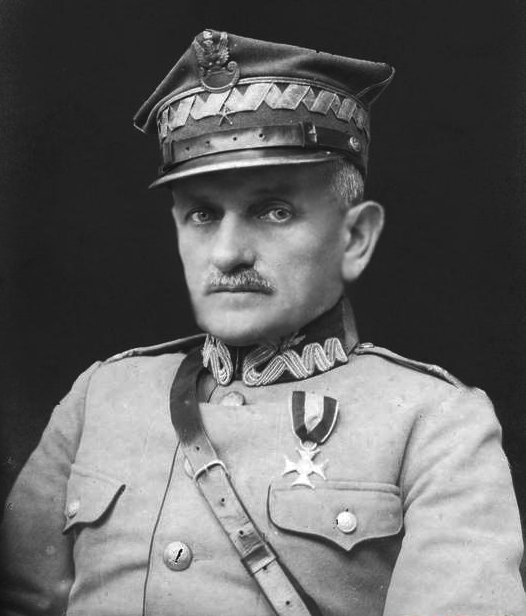
Leonard Skierski

- gen. ppor. Adam Mokrzecki (9 – 29 V 1919)
- gen. ppor. Leonard Skierski (15 V[20] – VII 1919)
- gen. ppor. Bronisław Teofil Babiański (VII – X 1919)
- gen. ppor. Franciszek Latinik (XI 1919 – III 1920)
- gen. ppor. Karol Schubert (III 1920 – VI 1921)
- gen. ppor. Eugeniusz Pogorzelski (VII 1921 – II 1923)
- gen. bryg. Emil Prochaska (III 1923 – VII 1925)
- gen. dyw. Stanisław Wróblewski (X 1925 – V 1926)
- gen. bryg. Mieczysław Dąbkowski (VI 1926 – XII 1933)
- gen. bryg. Wacław Stachiewicz (XII 1933 – 5 VI 1935)
- gen. bryg. Janusz Gąsiorowski (5 VI 1935 – IX 1939)

Dowódcy piechoty dywizyjnej

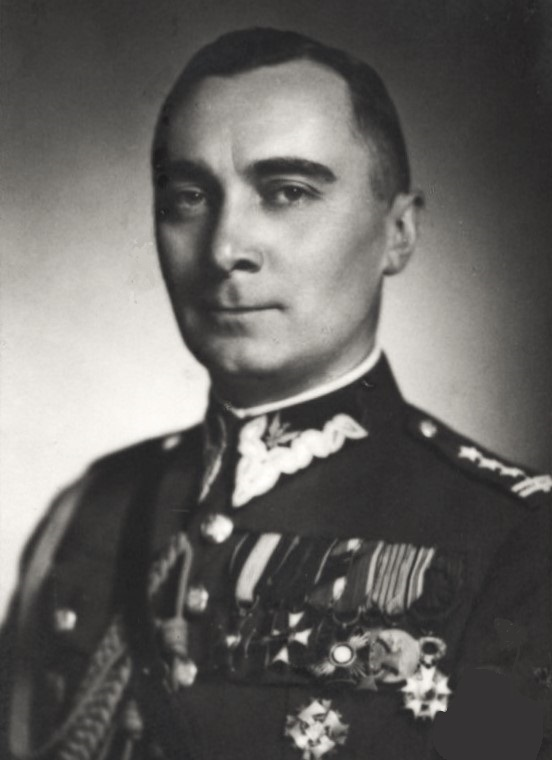
Kazimierz Janicki

- płk piech. Emanuel Robert Herman (do 12 VIII 1923 → dowódca piechoty dywizyjnej 23 DP[21])
- płk SG Adam Nałęcz Nieniewski (12 VIII 1923 –  III 1927[22])
- płk Czesław Fijałkowski (8 II 1928 – 28 I 1929)
- płk dypl. Emil Krukowicz-Przedrzymirski (29 X 1929 – 13 X 1931)
- płk dypl. Aleksander Zygmunt Myszkowski (13 X 1931 – 16 II 1935)
- płk dypl. Stanisław Maczek (16 II 1935 – 1938)
- płk dypl. Kazimierz Janicki (1938 – 1939)

Szefowie sztabu
- mjr p.d. SG Stanisław Borowiec (1920 – 7 X 1921)
- mjr SG (art.) Zenon Wiesław Antoni Adamowicz (7 X 1921 – I 1924 → Oddział IV SG[23])
- mjr SG (piech.) Józef Papeć (I 1924[24] – 13 IX 1925 → 57 pp[25])
- ppłk SG (piech.) Leopold Endel-Ragis (13 IX 1925 - 31 III 1927 → dowódca 8 pp Leg.)
- kpt. / mjr dypl. piech. Tadeusz Władysław Daniec (31 III 1927 – 24 VII 1929 → szef Oddziału Ogólnego Sztabu DOK VIII[26])
- mjr dypl. piech. Lucjan Stanek (24 VII 1929 – 23 X 1931 → DOK X)
- mjr dypl. art. Edward Bagieński (1 IX 1931 – 19 X 1933 → dowódca dywizjonu w 7 pal)
- mjr dypl. piech. Hipolit Słabicki (X 1933[27] – 4 X 1937)
- mjr / ppłk dypl. piech. Leopold Ombach (25 X 1937 – IX 1939)

### Obsada personalna w marcu 1939 roku
Ostatnia „pokojowa” obsada personalna dowództwa dywizji:
| Stanowisko                  | Stopień, imię i nazwisko              |
| --------------------------- | ------------------------------------- |
| dowódca dywizji             | gen. bryg. Janusz Tadeusz Gąsiorowski |
| dowódca piechoty dywizyjnej | płk dypl. Kazimierz Bogumił Janicki   |
| szef sztabu                 | ppłk dypl. Leopold Aleksander Ombach  |
| I oficer sztabu             | kpt dypl. art. Edward I Perkowicz     |
| I oficer sztabu (dubler)    | kpt. dypl. Zygmunt Jarzęcki           |
| II oficer sztabu            | kpt. adm. (art.) Stanisław Wołowiec   |
| komendant rejonu PW konnego | mjr kaw. Kazimierz Mikołajewski       |
| dowódca łączności           | mjr łączn. Stanisław II Kochański     |
| oficer taborowy             | kpt. tab. Feliks Żórawski             |
| oficer intendentury         | kpt. int. Bolesław Grodzicki          |

### Żołnierze Dywizji (w tym OZ) – ofiary zbrodni katyńskiej
Biogramy zamordowanych znajdują się na stronie internetowej Muzeum Katyńskiego
| Nazwisko i imię        | stopień              | zawód             | miejsce pracy przed mobilizacją | zamordowany |
| ---------------------- | -------------------- | ----------------- | ------------------------------- | ----------- |
| Józef Ziemski          | podporucznik rezerwy | nauczyciel        | Szkoła Powszechna w Wójcinie    | Katyń       |
| Mikołajewski Kazimierz | major                | żołnierz zawodowy |                                 | Charków     |